# ジェム郡 (アイダホ州)
ジェム郡（英: Gem County）は、アメリカ合衆国アイダホ州の西部に位置する郡である。2010年国勢調査での人口は16,719人である。郡庁所在地はエメット市（人口6,557人）であり、同郡で人口最大かつ唯一の都市でもある。1915年3月15日に設立され、郡名は州の愛称である "宝石の州"から採られた。
郡内には絶滅が危惧種されるアイダホジリスが生息している。
ジェム郡はボイシ・ナンパ大都市圏に属している。

## 歴史
ジェム郡1915年3月15日に設立され、郡名は州の愛称である "宝石の州"から採られた。1818年には既に毛皮交易業者がこの地域に入っており、アレクサンダー・ロスが1824年にスコー・クリークを探検した。1862年、金の探鉱師や坑夫がアイダホシティ周辺のボイシ盆地におけるゴールドラッシュに向かう途中で郡内を移動し、翌年にはペイエット川に沿って灌漑工事が始まった。1920年代初期にこの川に沿ったエメットの東にブラックキャニオン分水ダムが建設された。

## 地理
アメリカ合衆国国勢調査局に拠れば、郡域全面積は565.75平方マイル (1,465.3 km2)であり、このうち陸地は562.58平方マイル (1,457.1 km2)、水域は3.17平方マイル (8.2 km2)で水域率は0.56％である。

### 隣接する郡
- アダムズ郡 - 北
- バレー郡 - 北東
- ボイシ郡 - 東
- エイダ郡 - 南
- キャニオン郡 - 南西
- ペイエット郡 - 西
- ワシントン郡 - 北西

### 国立保護地域
- ボイシ国立の森（部分）

## 人口動態
以下は2000年の国勢調査による人口統計データである。
| 基礎データ - 人口: 15,181人 - 世帯数: 5,539 世帯 - 家族数: 4,176 家族 - 人口密度:10人/km2（27人/mi2） - 住居数: 5,888軒 - 住居密度: 4軒/km2（10/mi2） 人種別人口構成 - 白人: 93.79% - アフリカン・アメリカン: 0.07% - ネイティブ・アメリカン: 0.73% - アジア人: 0.36% - 太平洋諸島系: 0.06% - その他の人種: 3.16% - 混血: 1.83% - ヒスパニック・ラテン系: 6.92% 先祖による構成 - アメリカ人：18.9％ - ドイツ系：17.5％ - イギリス系：13.1％ - アイルランド系：7.2％ | 年齢別人口構成 - 18歳未満: 28.0% - 18-24歳: 7.6% - 25-44歳: 25.3% - 45-64歳: 23.5% - 65歳以上: 13.2% - 年齢の中央値: 38歳 - 性比（女性100人あたり男性の人口） - 総人口: 98.7 - 18歳以上: 96.7 世帯と家族（対世帯数） - 18歳未満の子供がいる: 34.0% - 結婚・同居している夫婦: 63.4% - 未婚・離婚・死別女性が世帯主: 8.4% - 非家族世帯: 24.6% - 単身世帯: 20.8% - 65歳以上の老人1人暮らし: 9.9% - 平均構成人数 - 世帯: 2.70人 - 家族: 3.12人 収入と家計 - 収入の中央値 - 世帯: 34,460米ドル - 家族: 40,195米ドル - 性別 - 男性: 31,036米ドル - 女性: 20,755米ドル - 人口1人あたり収入: 15,340米ドル - 貧困線以下 - 対人口: 13.1% - 対家族数: 11.6% - 18歳未満: 15.6% - 65歳以上: 13.9% |

## 都市と町

### 都市
- エメット - 郡庁所在地

### 未編入の町
- リーサ
- オラ
- スウィート